# The Godfather
The Godfather (bra: O Poderoso Chefão; prt: O Padrinho) é um filme policial estadunidense de 1972, dirigido por Francis Ford Coppola e baseado no livro homônimo de Mario Puzo, tendo seu roteiro escrito por ambos. O filme é estrelado por Marlon Brando, Al Pacino, James Caan, Richard Castellano, Robert Duvall, Sterling Hayden, John Marley, Richard Conte e Diane Keaton. É a primeira parte da trilogia The Godfather, narrando a família Corleone sob o comando do patriarca Vito Corleone entre os anos de 1945 a 1955; o filme se concentra na transformação de seu filho mais novo, Michael Corleone, de relutante forasteiro da família a implacável chefe da máfia.
A Paramount Pictures obteve os direitos do romance original por oitenta mil dólares, antes mesmo do livro ganhar popularidade. Os executivos do estúdio tiveram problemas para encontrar um diretor; os primeiros candidatos recusaram o cargo antes de Coppola assinar para dirigir o filme, além de divergências sobre o elenco de vários personagens, em particular Vito (Marlon Brando) e Michael (Al Pacino). As filmagens ocorreram principalmente em locações na cidade de Nova Iorque e na Sicília, sendo concluídas antes do previsto. A trilha sonora foi composta principalmente por Nino Rota, com peças adicionais de Carmine Coppola.
The Godfather teve uma premiere de lançamento no Loew's State Theatre em Nova Iorque no dia 14 de março de 1972, obtendo um lançamento amplo nos Estados Unidos em 24 de março de 1972. Foi o filme de maior bilheteria daquele ano e, por alguns anos, ocupou o posto de maior bilheteria da história do cinema, ganhando mais de US$ 250 milhões nas bilheterias. O filme recebeu aclamação universal da crítica e do público, com elogios às atuações, principalmente de Brando e Pacino, direção, roteiro, cinematografia, edição, trilha sonora e representação da máfia. The Godfather atuou como um catalisador para as carreiras de sucesso de Coppola, Pacino e outros recém-chegados no elenco e na equipe; o longa também regenerou a carreira de Brando (que havia declinado na década de 1960) que, após esse filme, estrelou também em Último Tango em Paris, Superman e Apocalypse Now. Na quadragésima quinta cerimônia do Óscar, o filme ganhou as estatuetas de Melhor filme, Melhor ator (Marlon Brando) e Melhor roteiro adaptado (para Puzo e Coppola); além disso, The Godfather teve outras seis indicações na mesma cerimônia, incluindo para AL Pacino, James Caan e Robert Duvall (todos para Melhor ator coadjuvante), além de Coppola (para Melhor diretor).
É atualmente considerado um dos maiores e mais influentes filmes já feitos, bem como um marco do gênero gangster. Foi selecionado para preservação no National Film Registry da Biblioteca do Congresso em 1990, sendo considerado "culturalmente, historicamente ou esteticamente significativo"; em 2007, foi classificado como o segundo maior filme do cinema americano (atrás de Citizen Kane) pelo American Film Institute. Foi seguido pelas sequências The Godfather Part II (1974) e The Godfather Part III (1990).
No Brasil, o filme também foi lançado em 24 de março de 1972, com direito a relançamento em 24 de fevereiro de 2022.

## Enredo

Marlon Brando (em pé) e Al Pacino como Don Vito e Michael Corleone, respectivamente

No verão de 1945, Don Vito Corleone ouve pedidos de favores durante o casamento da sua filha Connie, enquanto o seu consigliere e filho adotivo, Tom Hagen, apenas escuta. O cantor e afilhado do Don, Johnny Fontane, pede ajuda para estrelar um filme que vai ajudá-lo a reerguer sua carreira. Hagen vai à Califórnia para se encontrar com o chefe do estúdio Jack Woltz com o objetivo de adquirir o papel para Fontane; depois de recusar-se a escalar Fontane, Woltz desperta na manhã seguinte com a cabeça decapitada do seu valioso e estimado cavalo Khartum na cama.
Quando Hagen retorna, os líderes da família encontram-se com Virgil "O Turco" Sollozzo, que solicita a Don Corleone a proteção dos negócios de heroína da família Tattaglia. Vito desaprova o negócio e considera que as suas conexões políticas poderão ser prejudicadas, assim recusando um acordo lucrativo. Ele manda o seu homem de confiança, Luca Brasi, para conhecer melhor a organização de Sollozzo; porém, os homens de Sollozzo identificam-no e Brasi é assassinado.
Posteriormente, Don Corleone é baleado cinco vezes nas costas, mas consegue sobreviver. Sollozzo sequestra Hagen e convence-o a apresentar o negócio antes discutido ao filho mais velho do Don, Sonny. O filho mais jovem, Michael, que as outras famílias consideram como "civil", sem negócios com a máfia, intercepta uma segunda tentativa de assassinato no local onde Vito está hospitalizado, porém a sua mandíbula é quebrada após receber um soco do Capitão McCluskey, um policial corrupto. Sonny retalia assassinando o filho de Don Philip Tattaglia, Bruno.
Sollozzo e McCluskey encontram-se com Michael num restaurante italiano para acertar a disputa. Ele finge querer ir ao banheiro, seguindo um plano, para sacar uma arma plantada lá. Michael retorna à mesa e mata Sollozzo e McCluskey; ele então deixa o país para se refugiar na Sicília, onde constitui matrimónio com uma italiana chamada Apollonia Vitelli. O terceiro irmão Corleone, Fredo, é mandado a Las Vegas onde é recebido pelos empresários financiados pela família. Uma guerra entre os Corleones e os outros membros das Cinco Famílias começa, enquanto a polícia tenta impedir as atividades da máfia. Vito fica preocupado quando descobre o envolvimento de Michael na situação, já que ele quer que Michael não se envolva com os negócios da família.
Sonny deixa a propriedade dos Corleones quando descobre que o seu cunhado Carlo abusa da sua irmã Connie. Ele espanca Carlo e ameaça matá-lo se ele tocar nela outra vez. Mais tarde, Carlo bate em Connie outra vez e, após receber um telefonema, Sonny dirige-se até a casa deles. No caminho, ele sofre uma emboscada e é morto no pedágio da estrada. Enquanto isso, Michael escapa de uma tentativa de assassinato na Sicília quando a sua esposa Apollonia é morta em um carro bomba.
Don Vito encontra-se com os Dons das outras Cinco Famílias e negocia a paz retirando a sua oposição aos negócios de heroína de Tattaglia. Ele, com base em suas negociações, deduz que os Tattaglias agem pelo mais poderoso Don Barzini. Com a sua segurança garantida, Michael retorna para os Estados Unidos; mais de um ano depois ele casa-se com a sua antiga namorada americana Kay Adams. Quando Vito decide abandonar o comando da família, Michael assume a posição de Don Corleone. Ele promete a Kay que os negócios da família serão legitimizados em cinco anos.
Michael conta aos caporegimes que ele planeia mudar as operações da família para Nevada enquanto distribui os antigos negócios em Nova York para aqueles que decidem permanecer lá. Michael selecciona Carlo para ir a Las Vegas e substitui Tom Hagen como consigliere, colocando Vito no lugar; Vito explica ao chateado Tom que ele e Michael têm outros planos para o seu futuro na família. Michael viaja para Las Vegas com a intenção de comprar o cassino do seu parceiro Moe Greene. Greene rejeita a proposta, chamando os Corleones de uma organização em declínio. Michael fica nervoso quando o seu irmão Fredo apoia Greene contra os interesses da família.
Vito Corleone desmaia e morre enquanto brinca com o seu neto Anthony. No seu velório, o caporegime Sal Tessio marca um encontro entre Michael e Don Barzini, agora uma figura dominante entre as famílias de Nova York. Como Vito havia avisado Michael, o envolvimento de Tessio denuncia a sua aliança com os Barzinis e o encontro é na verdade uma armadilha para matar Michael. O encontro é marcado para o mesmo dia do batismo do filho de Connie e Carlo, onde Michael será o padrinho. Enquanto ocorre o batismo, os assassinos dos Corleones matam cada um dos Dons das outras famílias de Nova York e Moe Greene em Las Vegas. Após o batismo, Tessio descobre que Michael sabia de sua traição, e é mandado para a morte. Michael confronta Carlo Rizzi sobre seu envolvimento no assassinato de Sonny, dizendo que ele está fora da família e está indo imediatamente para Las Vegas. Após Carlo confessar que ele traiu Sonny com Barzini, ele é levado até um carro onde é enforcado por Peter Clemenza.
Mais tarde, Connie junto com Kay acusam Michael de ter matado Carlo. Quando Kay fala com ele a sós ele nega as acusações, uma resposta que ela parece aceitar; Kay vê outros mafiosos fazendo gestos de respeito a ele, mostrando um tratamento similar ao recebido por seu pai Vito, antes que a porta do escritório seja fechada.

## Elenco
| Ator                 | Papel                        |
| -------------------- | ---------------------------- |
| Marlon Brando        | Don Vito Corleone            |
| Al Pacino            | Michael Corleone             |
| Robert Duvall        | Thomas "Tom" Hagen           |
| Diane Keaton         | Katherine "Kay" Adams        |
| James Caan           | Santino "Sonny" Corleone     |
| John Cazale          | Frederico "Fredo" Corleone   |
| Richard Castellano   | Peter Clemenza               |
| Talia Shire          | Constanzia "Connie" Corleone |
| Abe Vigoda           | Salvatore "Sal" Tessio       |
| Al Lettieri          | Virgil "O Turco" Sollozzo    |
| Gianni Russo         | Carlo Rizzi                  |
| Sterling Hayden      | Capitão Mark McCluskey       |
| Lenny Montana        | Luca Brasi                   |
| Richard Conte        | Don Emilio Barzini           |
| Al Martino           | Johnny Fontane               |
| John Marley          | Jack Woltz                   |
| Alex Rocco           | Moe Greene                   |
| Morgana King         | Carmela "Mama" Corleone      |
| Salvatore Corsitto   | Amerigo Bonasera             |
| Corrado Gaipa        | Don Tommasino                |
| Franco Citti         | Calò                         |
| Angelo Infanti       | Fabrizio                     |
| Johnny Martino       | Paulie Gatto                 |
| Victor Rendina       | Don Philip Tattaglia         |
| Tony Giorgio         | Bruno Tattaglia              |
| Simonetta Stefanelli | Apollonia Vitelli-Corleone   |
| Louis Guss           | Don Zaluchi                  |
| Tom Rosqui           | Rocco Lampone                |
| Joe Spinell          | Willi Cicci                  |
| Richard Bright       | Albert "Al" Neri             |
| Julie Gregg          | Sandra Corleone              |
| Jeannie Linero       | Lucy Mancini                 |

## Produção

### Desenvolvimento
O filme é baseado no romance The Godfather, de Mario Puzo, que permaneceu na lista dos best-sellers mais vendidos do The New York Times por sessenta e sete semanas e vendeu mais de nove milhões de cópias em dois anos. Publicado em 1969, The Godfather tornou-se a obra publicada em livro mais vendida da história por vários anos. A Paramount Pictures descobriu originalmente sobre o romance de Puzo em 1967, quando um olheiro literário da empresa contatou o então vice-presidente de produção da Paramount, Peter Bart, sobre o manuscrito inacabado de sessenta páginas de Puzo então intitulado "Mafia"; Bart acreditava que o trabalho de Puzo estava "muito além de uma história da Máfia" e ofereceu a Puzo uma oferta de compra por doze mil e quinhentos dólares pelo trabalho, com uma opção de oitenta mil se o trabalho finalizado fosse transformado em filme. Apesar do agente de Puzo lhe dizer para recusar a oferta, Puzo estava precisando de dinheiro e aceitou o acordo. Robert Evans, então executivo da Paramount, relata que, quando se conheceram no início de 1968, ele ofereceu a Puzo o acordo depois que o autor confidenciou a ele que precisava urgentemente de dez mil dólares para pagar dívidas adquiridas em jogos de azar.
Em março de 1967, a Paramount anunciou que apoiaria o próximo trabalho de Puzo na esperança de fazer um filme. Em 1969, a Paramount confirmou suas intenções de fazer um filme a partir do romance pelo preço de US$ 80.000, com o objetivo de lançar o filme no dia de Natal em 1971. Em 23 de março de 1970, Albert S. Ruddy foi oficialmente anunciado como produtor do filme, em parte porque os executivos do estúdio ficaram impressionados com sua entrevista e porque ele era conhecido por produzir seus filmes abaixo do orçamento.

### Direção

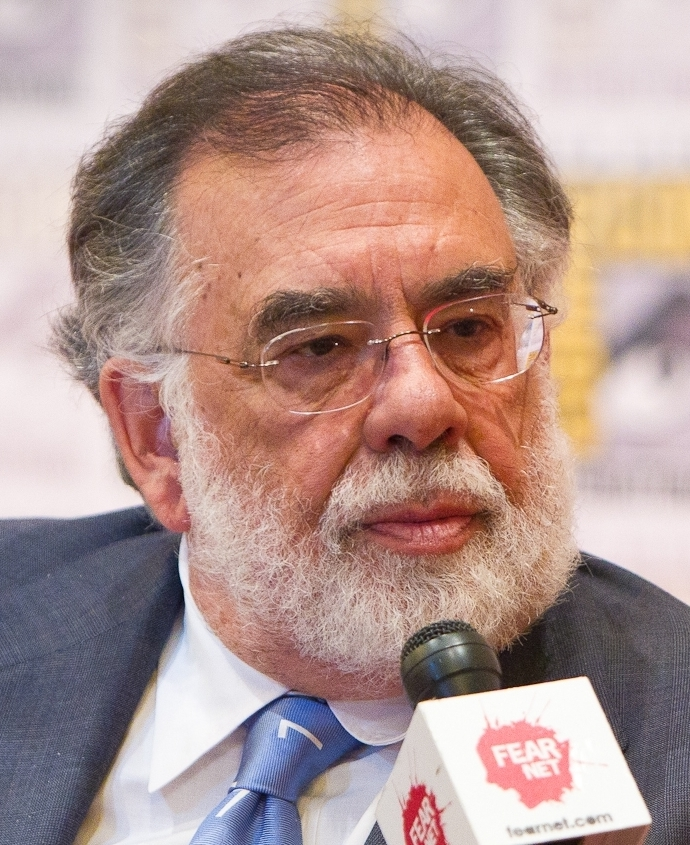
Francis Ford Coppola (foto de 2011) foi escolhido como diretor. A Paramount queria que o filme fosse dirigido por um ítalo-americano para tornar o filme "étnico até a medula".

Evans queria que o filme fosse dirigido por um ítalo-americano para tornar a produção "étnica até a medula". O último filme policial da Paramount, The Brotherhood, foi muito mal nas bilheterias; Evans acreditava que o motivo de seu fracasso foi a quase completa falta de membros do elenco ou pessoal criativo de ascendência italiana (o diretor Martin Ritt e a estrela Kirk Douglas não eram italianos). Sergio Leone foi a primeira escolha da Paramount para dirigir o filme; contudo, Leone recusou a oferta, a fim de trabalhar em seu próprio filme de gângster Era uma Vez na América. Peter Bogdanovich foi então abordado, mas também recusou a oferta porque não estava interessado em realizar filmes envolvendo a máfia. Da mesma maneira, Peter Yates, Richard Brooks, Arthur Penn, Costa-Gavras e Otto Preminger também receberam ofertas para o cargo e também recusaram. O assistente-chefe de Evans, Peter Bart, sugeriu Francis Ford Coppola pelo mesmo ser um diretor de ascendência italiana e também pelo fato dele ter aceitado trabalhar por um cachê e orçamento baixo após a má recepção de seu último filme The Rain People. Coppola inicialmente recusou o trabalho porque achou o romance de Puzo desprezível e sensacionalista, descrevendo-o como "coisas muito baratas". Na época, o estúdio de Coppola, American Zoetrope, devia mais de quatrocentos mil dólares à Warner Bros devido ao prejuízo do filme THX 1138. Após repensar sua opinião sobre o livro de Puzo, Coppola mudou sua decisão inicial e decidiu assumir o cargo de diretor. Coppola foi oficialmente anunciado como diretor do filme em 28 de setembro de 1970, num acordo onde o mesmo aceitou receber US$ 125.000 de cachê e 6% do lucro dos aluguéis brutos de bilheteria do filme. Coppola mais tarde encontrou um tema mais profundo para o material e decidiu que o filme não deveria ser sobre o crime organizado, mas uma crônica familiar, uma metáfora para o capitalismo na América.

#### Coppola e a Paramount
Antes de The Godfather entrar em produção, a Paramount estava passando por um período de insucesso. Além do fracasso de The Brotherhood, outros filmes até então produzidos ou co-produzidos pela Paramount excederam muito seus orçamentos: Darling Lili, Paint Your Wagon e Waterloo. O orçamento para o filme era originalmente de US$ 2,5 milhões, mas como o livro cresceu em popularidade, Coppola defendeu e finalmente conseguiu um orçamento maior. Os executivos da Paramount queriam que o filme se passasse na atualidade e sendo ambientado na região metropolitana de Kansas para ser filmado no backlot do estúdio a fim de reduzir os custos; Coppola se opôs e queria ambientar o filme no mesmo período do romance, nas décadas de 1940 e 1950. As justificativas de Coppola para tal decisão eram a passagem de Michael Corleone no Corpo de Fuzileiros Navais e o contexto estadunidense pós-Segunda Guerra Mundial. Com o romance de Puzo se tornando cada vez mais bem-sucedido nas livrarias os desejos de Coppola acabaram sendo atendidos. Os chefes do estúdio posteriormente também permitiram Coppola filmar em locações na cidade de Nova York e na Sicília.
O executivo da Gulf+Western (então proprietária da Paramount), Charles Bluhdorn, ficou frustrado com Coppola pelo número de testes de tela que ele realizou sem encontrar uma pessoa para desempenhar os vários papéis. A produção rapidamente sofreu atrasos devido à indecisão de Coppola e aos conflitos com a Paramount, o que levou a produção do filme ter custos diários em torno de US$ 40.000. Com o aumento dos custos, a Paramount fez com que o então vice-presidente Jack Ballard ficasse de olho nas despesas de produção. Durante as filmagens, Coppola afirmou que sentia que poderia ser demitido a qualquer momento, pois sabia que os executivos da Paramount não estavam satisfeitos com muitas das decisões que ele havia tomado; o diretor estava ciente de que Evans havia procurado por Elia Kazan para discutir uma possibilidade dele assumir a direção de The Godfather em substituição ao Coppola pois temia que ele fosse muito inexperiente para lidar com o aumento do tamanho da produção. Coppola também estava convencido de que o editor do filme, Aram Avakian, e o assistente de direção, Steve Kestner, estavam conspirando para que ele fosse demitido; Avakian reclamou com Evans que ele não conseguia editar as cenas corretamente porque Coppola não estava filmando o suficiente. Evans, no entanto, ficou satisfeito com as filmagens e autorizou Coppola a demitir os dois; Coppola explicou mais tarde: "Como o 'padrinho', demiti pessoas como um ataque preventivo. As pessoas que mais desejavam que eu fosse demitido, eu havia despedido". Marlon Brando ameaçou sair da produção se Coppola fosse demitido do projeto.
A Paramount queria que o filme atraísse um grande público e ameaçou Coppola com um "treinador de violência" para tornar o filme mais emocionante. Coppola então adicionou mais algumas cenas violentas para satisfazer os desejos do estúdio. A cena em que Connie quebra a louça após descobrir que Carlo a estava traindo foi adicionada por esse motivo.

### Roteiro
Em 14 de abril de 1970, foi revelado que Puzo foi contratado pela Paramount por cem mil dólares, junto com uma porcentagem dos lucros do filme, para trabalhar no roteiro. Trabalhando a partir do livro, Coppola queria ter os temas de cultura, personagem, poder e família na vanguarda do filme, enquanto Puzo queria manter aspectos de seu romance; seu o rascunho inicial de cento e cinquenta páginas foi concluído em 10 de agosto de 1970. Depois que Coppola foi contratado como diretor, Puzo e Coppola trabalharam no roteiro, mas separadamente; Puzo trabalhou em seu rascunho em Los Angeles, enquanto Coppola escreveu sua versão em San Francisco. Coppola "criou um livro" onde ele rasgou as páginas do livro original de Puzo e as colou em "seu livro"; nele, ele fez anotações sobre cada uma das cinquenta cenas do livro, relacionadas aos principais temas predominantes delas, se tal cena deveria ser incluída no filme, junto com ideias e conceitos que poderiam ser usados durante as filmagens para tornar o filme fiel à cultura italiana. Os dois permaneceram em contato enquanto escreviam seus respectivos roteiros e tomavam decisões sobre o que incluir e o que remover da versão final. Um segundo rascunho foi concluído em 1º de março de 1971 e tinha 173 páginas. O roteiro final foi concluído em 29 de março de 1971, e acabou tendo 163 páginas, 40 páginas a mais do que a Paramount havia pedido. Durante as filmagens, Coppola referiu-se ao "livro" que havia criado durante a versão final do roteiro. O roteirista Robert Towne trabalhou sem créditos no roteiro, particularmente na cena do jardim onde Vito e Michael conversam antes de Vito morrer. Apesar de terminarem um terceiro rascunho, algumas cenas do filme ainda não tinham sido escritas e foram feitas durante a produção.
A Liga Ítalo-Americana dos Direitos Civis, liderada pelo mafioso Joseph Colombo, sustentou que o filme enfatizava os estereótipos sobre os ítalo-americanos e queria que todos os usos dos termos "máfia" e "cosa nostra" fossem removidos do roteiro. O grupo também solicitou que todo o dinheiro ganho no dia da estreia do filme fosse doado ao fundo da liga para a construção de um novo hospital. Coppola afirmou que o roteiro de Puzo continha apenas duas referências a palavra "máfia", enquanto "cosa nostra" não foi usada em nenhum momento; posteriormente, "máfia" acabou sendo removida completamente do roteiro e foi substituída por outros termos, sem comprometer a história. A própria Liga Ítalo-Americana eventualmente deu seu apoio ao roteiro depois disso. Durante a realização do filme, as janelas do carro do produtor Albert S. Ruddy apareceram baleadas com uma nota deixada no painel do carro que dizia essencialmente: "acabe com este filme, ou então..."

### Escolha do elenco
Mario Puzo foi o primeiro a mostrar interesse em Marlon Brando para o papel de Don Vito Corleone, enviando uma carta a Brando na qual afirmava que Brando era o "único ator que poderia interpretar o Poderoso Chefão". Apesar dos desejos de Puzo, os executivos da Paramount foram contra a vinda de Brando, em parte por causa do fraco desempenho de seus filmes recentes e também de seu temperamento explosivo. Coppola preferiu Laurence Olivier para o papel, mas o agente de Olivier recusou o papel alegando que o ator estava doente (embora Olivier passou a estrelar Sleuth no final daquele ano); O estúdio pressionou principalmente para que Ernest Borgnine recebesse o papel; também foram considerados George C. Scott, Richard Conte, Anthony Quinn e Orson Welles. Este último se tornou a escolha preferida da Paramount para o papel.
Após meses de debate entre Francis Coppola e a Paramount, os dois finalistas para o papel de Vito Corleone foram Borgnine e Brando, o último dos quais o presidente da Paramount, Stanley Jaffe, pediu para realizar um teste de tela. Coppola não quis ofender Brando e afirmou que precisava testar o equipamento para configurar o teste de tela na residência de Brando na Califórnia. Para se maquiar, Brando enfiou bolas de algodão nas bochechas, passou graxa no cabelo para escurecê-lo e enrolou o colarinho. Os executivos ficaram impressionados com os esforços de Brando para dar vida ao personagem e permitiram que Coppola escalasse Brando para o papel se o ator aceitasse um salário mais baixo e oferecesse uma fiança para garantir que ele não causaria atrasos na produção. Marlon Brando ganhou US$ 1,6 milhões num acordo de participação líquida.
Desde o início da produção, Coppola queria que Robert Duvall fizesse o papel de Tom Hagen. Depois de testar vários outros atores, Coppola finalmente conseguiu seu desejo e Duvall foi premiado com o papel. Al Martino, então famoso cantor em boates, foi contatado sobre uma possível atuação do personagem Johnny Fontane por um amigo que leu o romance e sentiu que Martino representava bem o personagem Johnny Fontane; Martino então contatou o produtor Albert S. Ruddy, que lhe deu o papel. No entanto, Martino foi destituído do papel depois que Coppola se tornou o diretor e então concedeu o papel ao cantor Vic Damone. Segundo Martino, após ser destituído do cargo, ele foi até Russell Bufalino, seu padrinho e chefe do crime, que então orquestrou a publicação de vários artigos de notícias que afirmavam que Coppola não sabia que Ruddy havia dado o papel a Martino primeiro. Damone acabou desistindo do papel porque não queria provocar a audiência, além de receber muito pouco. No fim, o papel de Johnny Fontane foi retornado a Martino.
Robert De Niro originalmente recebeu o papel de Paulie Gatto. Uma vaga em The Gang That Couldn't Shoot Straight abriu depois que Al Pacino desistiu do projeto em favor de The Godfather, o que levou De Niro a fazer um teste para o outro filme e deixar o projeto; De Niro também havia sido cogitado para o papel de Sonny Corleone. Após a saída de De Niro, Johnny Martino recebeu o papel de Gatto. Coppola escalou Diane Keaton para o papel de Kay Adams devido à sua reputação de ser excêntrica. John Cazale ganhou o papel de Fredo Corleone depois que Coppola o viu atuar em uma produção da Broadway. Gianni Russo foi aprovado para o papel de Carlo Rizzi depois que ele foi convidado para realizar um teste de tela onde ele encenava uma cena de luta entre Rizzi e Connie.
Perto do início das filmagens em 29 de março, o papel de Michael Corleone ainda não havia sido escalado. Os executivos da Paramount queriam um ator popular como Warren Beatty ou Robert Redford. O produtor Robert Evans queria que Ryan O'Neal recebesse o papel, em parte devido ao seu recente sucesso em Love Story. Al Pacino era o favorito de Coppola para o papel já que ele podia imaginá-lo vagando pelo interior da Sicília e queria um ator desconhecido que se parecesse com um ítalo-americano. No entanto, os executivos do estúdio acharam Pacino muito baixo para interpretar Michael. Dustin Hoffman, Martin Sheen e James Caan também fizeram o teste. Burt Reynolds foi oferecido o papel de Michael, mas Marlon Brando ameaçou sair se Reynolds fosse contratado, então Reynolds recusou; Jack Nicholson também recebeu o papel, mas recusou por achar que um ator ítalo-americano deveria desempenhar o personagem. Caan foi bem recebido pelos executivos da Paramount e inicialmente recebeu o papel de Michael, enquanto o papel de Sonny Corleone foi concedido a Carmine Caridi. Descontente com isso, Coppola ainda pressionou para que Pacino interpretasse Michael após o fato e Evans acabou cedendo, permitindo que Pacino fizesse o papel de Michael enquanto Caan fosse realocado para o personagem Sonny. Evans preferia Caan a Caridi porque Caan era dezoito centímetros mais baixo que Caridi, que era muito mais próximo da altura de Pacino. Apesar de concordar em interpretar Michael Corleone, Pacino também havia sido contratado para estrelar The Gang That Couldn't Shoot Straight da MGM, mas os dois estúdios chegaram a um acordo e Pacino foi contratado pela Paramount três semanas antes do início das filmagens, dando seu lugar para Robert De Niro no outro filme.
Coppola deu vários papéis no filme para familiares: ele escalou sua irmã, Talia Shire, para interpretar Connie Corleone; sua filha bebê Sofia "interpretou" Michael Francis Rizzi, o filho recém-nascido de Carlo e Connie; Carmine Coppola, pai do diretor, apareceu no filme como figurante tocando piano durante uma cena. A esposa, a mãe e os dois filhos de Coppola também aparecem em algumas cenas do filme, embora de maneira bastante breve.
Vários papéis menores, como o do personagem Luca Brasi, foram escalados somente após o início das filmagens.

### Filmagens
Antes do início das filmagens, o elenco recebeu um período de duas semanas para ensaios, que incluiu um jantar onde cada ator e atriz teve que assumir o personagem durante sua duração. As filmagens estavam programadas para começar em 29 de março de 1971, com a cena entre Michael Corleone e Kay Adams quando eles deixam uma loja da Best & Co. em Nova York depois de comprarem presentes de Natal. A previsão do tempo para o dia 23 de março previu rajadas de neve, o que fez com que Albert S. Ruddy adiasse a data de filmagem; a neve não se materializou e uma máquina de neve teve de ser usada. As filmagens principais em Nova York continuaram até 2 de julho de 1971. Coppola pediu uma pausa de três semanas antes de ir para o exterior para filmar na Sicília. Após a partida da equipe para as filmagens na Itália, a Paramount anunciou que a data de lançamento seria transferida para o início de 1972.

A cena do assassinato de Don Barzini foi filmada nos degraus do prédio da Suprema Corte de Nova York, na Foley Square, em Manhattan.

O diretor de fotografia Gordon Willis inicialmente recusou a oportunidade de filmar The Godfather porque a produção parecia "caótica" para ele. Depois que Willis aceitou a oferta, ele e Coppola concordaram em não usar nenhum dispositivo de filmagem moderno, helicópteros ou lentes de zoom. Willis e Coppola escolheram usar um "formato de quadro" de filmagem para fazer parecer que o filme fosse visto como uma pintura; Willis fez uso de sombras e baixos níveis de luz ao longo do filme para mostrar os desenvolvimentos psicológicos. Willis e Coppola concordaram em interagir cenas claras e escuras ao longo do filme. Willis subexpôs o filme para criar um "tom amarelado". As cenas na Sicília foram filmadas para mostrar o campo e "mostrar uma terra mais romântica", dando a esses locais uma sensação "mais suave e romântica" do que as cenas de Nova York.

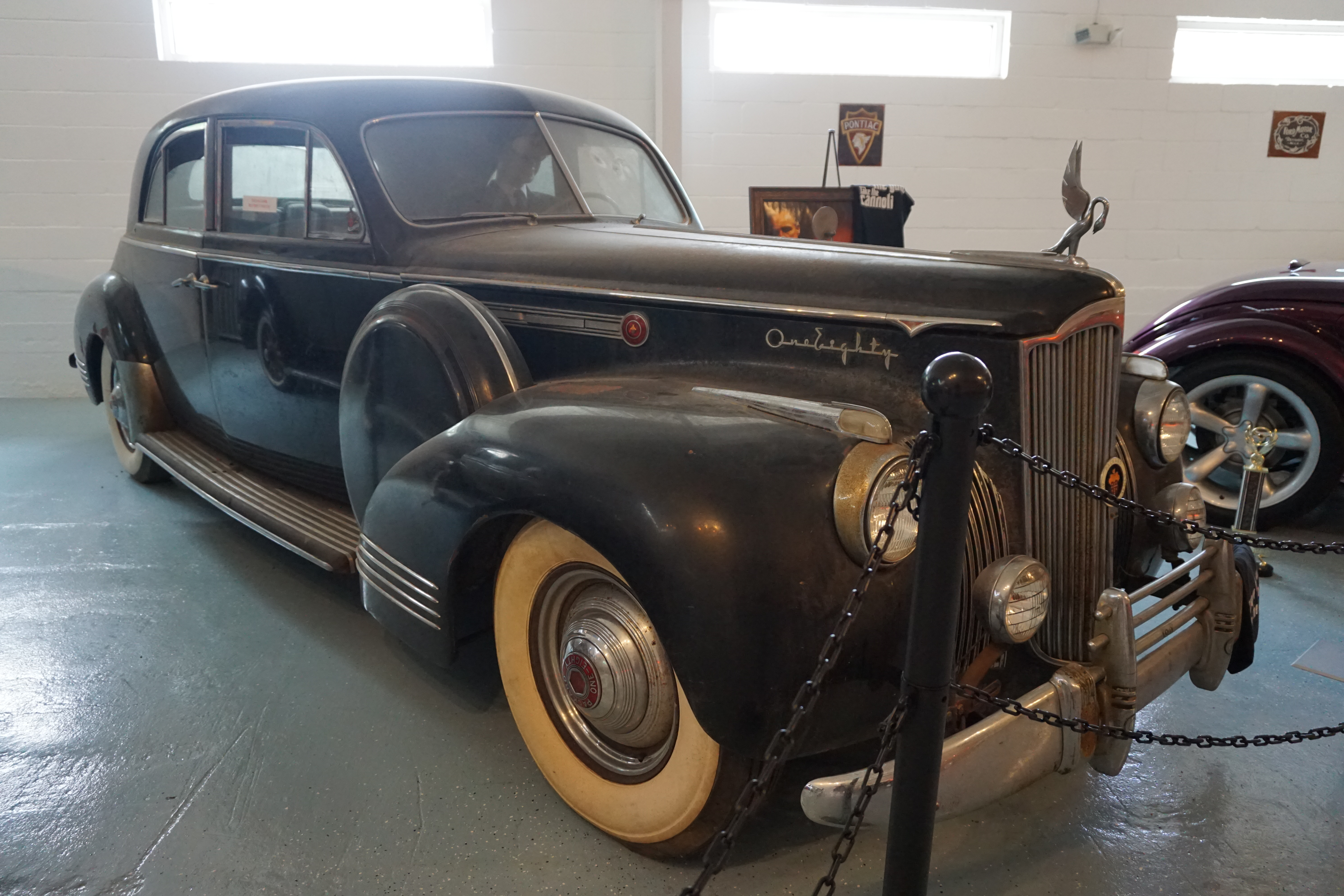
Um veículo Packard modelo Super Eight apresentado em The Godfather.

Um dos momentos mais chocantes do filme envolveu a cabeça de um cavalo decepada. O local de filmagem para esta cena é contestado, com algumas fontes indicando que ela foi rodada em Beverly Estate, enquanto outras indicam que foi filmada em Sands Point Preserve em Long Island. Coppola recebeu algumas críticas pela cena, embora a cabeça tenha sido obtida de uma empresa de ração para cães de um cavalo que seria morto independentemente da produção do filme. Em 22 de junho, a cena em que Sonny é morto foi filmada em uma pista da Base Aérea de Mitchell em Uniondale, onde três cabines de pedágio foram construídas, junto com grades de proteção e outdoors para definir a cena. O carro de Sonny era um Lincoln Continental 1941 com buracos perfurados para se assemelhar a buracos de bala. A cena levou três dias para ser rodada e custou mais de cem mil dólares.
Aproximadamente noventa por cento do filme foi rodado na cidade de Nova York e seus subúrbios vizinhos, usando mais de 120 locações distintas. Várias cenas foram filmadas nos estúdios da Filmways em East Harlem. As partes restantes foram filmadas na Califórnia ou em locais da Sicília; as cenas ambientadas em Las Vegas não foram filmadas por lá porque não havia financiamento suficiente. Savoca e Forza d'Agrò foram as cidades sicilianas apresentadas no filme. A cena do casamento no início do filme foi filmada no bairro novaiorquino de Staten Island e utilizou cerca de 750 moradores locais como figurantes; a casa usada como residência dos Corleone e o local do casamento ficava no número 110 da Longfellow Avenue, no bairro de Todt Hill. A parede ao redor do quintal dos Corleones foi feita de isopor. As cenas ambientadas dentro e ao redor do negócio de azeite dos Corleone foram filmadas na Mott Street.
Depois que as filmagens terminaram em 7 de agosto, os esforços de pós-produção se concentraram em reduzir o filme a uma duração administrável. Além disso, os produtores e o diretor ainda estavam inclusos no trabalho pós-filmagens e removeram diferentes cenas do filme final, junto com o corte de certas sequências. Em setembro, o primeiro corte bruto do filme foi exibido. Muitas das cenas removidas do filme foram centradas em torno de Sonny, uma vez que o personagem não avançou na trama. O filme final foi exibido para a equipe e expositores da Paramount no final de dezembro de 1971 e janeiro de 1972.

### Trilha sonora
Francis Coppola contratou o compositor italiano Nino Rota para criar a trilha sonora do filme, incluindo "Love Theme from The Godfather". Para a música, Rota deveria se relacionar com as situações e personagens do filme. Rota sintetizou novas músicas para o filme e pegou algumas partes de sua trilha sonora do filme italiano Fortunella de 1958 a fim de criar uma sensação que remetesse a Itália e evocasse a tragédia dentro do filme. O executivo da Paramount, Robert Evans, achou a partitura muito "intelectual" e não quis usá-la, no entanto acabou convencido por Coppola; o diretor acreditava que a peça musical de Rota dava ao filme um toque ainda mais italiano. O pai de Coppola, Carmine, criou algumas músicas adicionais para o filme, mais especificamente a música tocada pela banda durante a cena de abertura do casamento.
A música incidental inclui "C'è la luna mezzo mare" e a ária de Cherubino, "Non so più cosa son" de Le nozze di Figaro. Houve uma trilha sonora lançada para o filme em 1972 em vinil pela Paramount Records, em CD em 1991 pela Geffen Records, e digitalmente também pela Geffen em 18 de agosto de 2005. O álbum contém mais de 31 minutos de música que foi usada no filme, a maior parte composta por Rota, junto com uma canção de Coppola e outra de Johnny Farrow e Marty Symes; o AllMusic deu ao álbum cinco estrelas de cinco, com o editor Zach Curd dizendo que é uma "trilha sonora sombria, iminente e elegante". Um editor da Filmtracks acredita que Rota teve sucesso em relacionar a música aos aspectos centrais do filme.

## Lançamento

### Teatral
A estreia mundial de The Godfather ocorreu no Loews's State Theatre em Nova York na terça-feira, 14 de março de 1972, quase três meses após a data de lançamento planejada para o dia de Natal de 1971, com lucros da estreia doada ao The Boys Club de Nova York. Antes da estreia do filme, o filme já havia arrecadado US$ 15 milhões com aluguel antecipado de mais de 400 salas de cinemas. No dia seguinte, o filme estreou em cinco cinemas de Nova York (Loew's State I e II, Orpheum, Cine e Tower East). Em seguida entrou em cartaz no Imperial Theatre de Toronto em 17 de março e depois em dois cinemas de Los Angeles no dia 22 de março. The Godfather recebeu um lançamento amplo nos Estados Unidos em 24 de março de 1972, ficando em cartaz em mais de trezentos cinemas pelo país em cinco dias.

### Mídia doméstica e televisão

A Rede Bandeirantes foi a primeira emissora de televisão brasileira a exibir o filme, em 1978.

Os direitos televisivos do filme foram vendidos nos Estados Unidos por um recorde de US$ 10 milhões para a NBC por uma exibição dividida em duas metades; a versão teatral de The Godfather estreou na rede de televisão americana NBC com apenas pequenas edições. A primeira metade do filme foi ao ar no sábado, 16 de novembro de 1974, e a segunda metade dois dias depois. As exibições na televisão americana atraíram um grande público com uma classificação média de 38,2 e participação de audiência de 59% segundo dados da Nielsen Media Research (empresa que pesquisa as audiências das emissoras de TV nos Estados Unidos), tornando-o o oitavo filme mais assistido na televisão estadunidense. A transmissão na NBC ajudou a gerar expectativa para a sequência. No ano seguinte, Coppola criou a minissérie The Godfather Saga para a NBC em um lançamento que combinou The Godfather e The Godfather Part II com imagens não utilizadas desses dois filmes em uma narrativa cronológica que atenuava o material violento, sexual e profano, a qual estreou em 18 de novembro de 1977.
Em 1991 foi lançado o documentário The Godfather Family: A Look Inside, com duração de 73 minutos; dirigido por Jeff Warner, o filme apresentava alguns conteúdos dos bastidores de todos os três filmes, entrevistas com os atores e testes de tela. Um box de DVD intitulado The Godfather DVD Collection foi lançado em 9 de outubro de 2001, em um pacote que continha todos os três filmes, cada um com uma faixa de comentários de Coppola, e um disco bônus contendo The Godfather Family: A Look Inside; o DVD também continha uma árvore genealógica da família Corleone, uma linha do tempo da trilogia e filmagens dos discursos dos produtores e atores do filme no Oscar.
No Brasil, The Godfather teve os direitos de exibição na televisão adquiridos primeiramente pela Rede Bandeirantes, que transmitiu o filme de maneira inédita dividindo-o em cinco partes para ser exibido entre os dias 11 e 15 de dezembro de 1978 as 23 horas. O filme ganhou três dublagens no país: a primeira, considerada perdida, foi feita pela Álamo para a Rede Bandeirantes; a segunda foi feita pela Herbert Richers para a Rede Globo (que adquiriu os direitos do filme em 1986); e a terceira foi feita pela Double Sound para o seu lançamento em DVD no Brasil.[carece de fontes?]

#### The Godfather: The Coppola Restoration
Durante o lançamento original do filme nos cinemas, os negativos originais foram desgastados devido ao rolo ser utilizado várias vezes para atender à alta demanda de espectadores; além disso, a outra cópia do negativo foi perdido nos arquivos da Paramount. Em 2006, Coppola contatou Steven Spielberg, cujo seu estúdio DreamWorks havia sido recentemente comprado pela Paramount, sobre a restauração de The Godfather. O arquivista e preservacionista de filmes Robert A. Harris foi contratado para supervisionar a restauração de The Godfather e suas duas sequências, com o diretor de fotografia do filme, Willis, participando da restauração. O trabalho começou em novembro de 2006, reparando os negativos para que pudessem passar por um scanner digital para produzir arquivos 4K de alta resolução. Se um negativo fosse danificado e descolorido, o trabalho era feito digitalmente para restaurá-lo à sua aparência original; após um ano e meio de trabalho na restauração, o projeto foi concluído. A Paramount chamou o produto final de The Godfather: The Coppola Restoration e o lançou ao público em 23 de setembro de 2008, nos formatos DVD e Blu-ray. O crítico de cinema Dave Kehr do jornal The New York Times acredita que a restauração trouxe de volta o "brilho dourado de suas exibições teatrais originais". Como um todo, a restauração do filme foi bem recebida pela crítica e por Coppola. The Coppola Restoration contém vários novos recursos especiais que são reproduzidos em alta definição (incluindo cenas adicionais, cenas de bastidores, etc).
Posteriormente a Paramount Pictures restaurou e remasterizou The Godfather, The Godfather Part II e The Godfather Coda: The Death of Michael Corleone (uma versão reeditada do terceiro filme) para uma exibição limitada nos cinemas e lançamento em mídia doméstica em Blu-ray e 4K Blu-ray para comemorar os 50 anos da estreia do filme original. As edições em disco foram lançadas em 22 de março de 2022.

## Recepção

### Desempenho comercial
The Godfather se tornou um blockbuster, quebrando vários recordes de bilheteria além de se tornar o filme de maior receita de 1972. A receita bruta do dia de estreia do filme em cinco cinemas foi de US$ 57.829, com os preços dos ingressos aumentando de três dólares para três dólares e cinquenta centavos; os preços em Nova York aumentaram ainda mais no fim de semana para quatro dólares e o número de exibições aumentou de quatro para sete vezes por dia. O filme arrecadou US$ 61.615 em Toronto no seu primeiro final de semana e US$ 240.780 em Nova York, totalizando uma estreia bruta de US$ 302.395. O filme arrecadou US$ 454.000 em sua primeira semana em Nova York e US$ 115.000 em Toronto totalizando uma receita bruta de US$ 568.800 na primeira semana, o que fez o filme se tornar o número um nas bilheterias dos Estados Unidos na semana. Em seus primeiros cinco dias de lançamento nacional, arrecadou US$ 6,8 milhões, elevando seu faturamento para US$ 7.397.164. Uma semana depois, sua receita bruta atingiu US$ 17.291.705 com a receita bruta nacional de uma semana de cerca de US$ 10 milhões, sendo um recorde da indústria. The Godfather arrecadou mais US$ 8,7 milhões em 9 de abril, totalizando US$ 26.000.815. Após dezoito semanas seguidas ocupando a primeira posição nos cinemas dos Estados Unidos, o filme atingiu a marca de US$ 101 milhões arrecadados, batendo o recorde de menos tempo ao atingir tal quantia. Na época, alguns artigos de notícias declararam que The Godfather havia sido o primeiro filme a arrecadar US$ 100 milhões só na América do Norte, mas esses relatos estavam errados uma vez que The Sound of Music, lançado em 1965, já tinha conseguido esse feito. O filme conseguiu permanecer na liderança da bilheteria doméstica por vinte e três semanas consecutivas até ser ultrapassado por Butterflies Are Free, embora este filme tenha ocupado a primeira posição apenas uma semana pois The Godfather voltou a ocupar a liderança na semana seguinte (e permaneceu no primeiro lugar por mais três semanas).
O filme acabou ganhando US$ 81,5 milhões em receitas de aluguel nos cinemas nos Estados Unidos e Canadá durante seu lançamento inicial, aumentando seus ganhos para US$ 85,7 milhões por meio de um relançamento em 1973; com mais um relançamento em 1997, o filme aumentou sua receita bruta para US$ 135 milhões, contra um custo de produção em torno de US$ 6,5 milhões. The Godfather tomou o posto de maior bilheteria da história que antes pertencia a Gone with the Wind e ficou no topo até ser ultrapassado por Tubarão em 1975. O filme também fez bastante sucesso no exterior, ganhando um total sem precedentes de US$ 142 milhões em locações teatrais em todo o mundo, para se tornar a maior receita líquida da história até então; os lucros do filme foram tão altos que as ações da Gulf+Western, então dona da Paramount, saltaram de setenta e sete centavos para três dólares e trinta centavos por ação no ano, de acordo com um artigo do Los Angeles Times, datado de 13 de dezembro de 1972. Ajustando-se os lucros pela inflação, The Godfather torna-se um dos trinta filmes de maior bilheteria da história.

### Resposta da crítica
O filme recebeu aclamação esmagadora da crítica e é visto como um dos maiores e mais influentes filmes de todos os tempos, particularmente envolvendo o gênero gangster. No agregador de resenhas online Rotten Tomatoes, o filme detém uma taxa de aprovação de 97% com base em 148 resenhas, com uma classificação média de 9,40/10; o consenso dos críticos do site diz: "Um dos maiores sucessos de crítica e comercial de Hollywood, The Godfather acerta em tudo; o filme não apenas superou as expectativas, mas também estabeleceu novos padrões para o cinema americano". O Metacritic, que usa uma média ponderada, atribuiu ao filme uma pontuação 100/100 com base em 16 críticas, indicando "aclamação universal".
O crítico de cinema Roger Ebert, do jornal Chicago Sun Times, elogiou os esforços de Coppola para seguir fielmente o enredo do livro, a escolha de ambientar o filme no mesmo período do romance e a capacidade do filme de "absorver" o espectador em suas quase três horas de duração; Ebert também nomeou The Godfather como o melhor filme de 1972. Gene Siskel, do Chicago Tribune, deu ao filme quatro estrelas de quatro em sua resenha, comentando que era "muito bom".
Andrew Sarris, crítico do The Village Voice, acreditava que Brando retratou bem Vito Corleone e que seu personagem dominou cada cena em que apareceu, mas sentiu que Puzo e Coppola tinham o personagem de Michael Corleone muito focado na vingança; além disso, Sarris afirmou que Richard Castellano, Robert Duvall e James Caan foram bons em seus respectivos papéis. A crítica Pauline Kael, da revista The New Yorker, escreveu: "Se alguma vez houve um grande exemplo de como os melhores filmes populares surgem de uma fusão de comércio e arte, The Godfather é esse exemplo".
Desson Howe, do jornal The Washington Post, chamou o filme de "jóia" e escreveu que Coppola merece a maior parte do crédito pelo filme. Escrevendo para o The New York Times, Vincent Canby sentiu que Coppola havia criado uma das "crônicas mais brutais e comoventes da vida americana" e continuou dizendo que "transcende seu meio e gênero imediato". O cineasta Stanley Kubrick achou que o filme tinha o melhor elenco de todos os tempos e poderia ser considerado o melhor filme já feito. Stanley Kauffmann do The New Republic escreveu negativamente sobre o filme em uma crítica contemporânea, alegando que Pacino "trabalha em um papel muito exigente para ele", ao mesmo tempo em que critica a maquiagem de Brando e a trilha sonora de Rota.
Filmes anteriores sobre a máfia tinham visto as gangues da perspectiva de um forasteiro indignado. Em contraste a isso, The Godfather apresenta a perspectiva do gangster da Máfia como uma resposta à sociedade corrupta. Embora a família Corleone seja apresentada como imensamente rica e poderosa, nenhuma cena retrata prostituição, jogos de azar, agiotagem ou outras formas de extorsão. George De Stefano argumenta que o cenário de uma contracultura criminosa permite estereótipos de gênero sem remorso (como na cena em que Vito diz ao choroso Johnny Fontane para "agir como um homem") e é uma parte importante do apelo do filme.
Comentando sobre o quadragésimo aniversário do lançamento do filme, o crítico de cinema John Podhoretz elogiou The Godfather como "indiscutivelmente a grande obra americana de arte popular" e "a soma de todos os grandes filmes anteriores". Dois anos antes, Roger Ebert havia afirmado que The Godfather "chega mais perto de ser um filme que todos concordam que é inquestionavelmente ótimo".

### Prêmios, indicações e homenagens
The Godfather foi indicado a sete prêmios para a trigésima cerimônia do Globo de Ouro: melhor filme de drama, melhor ator coadjuvante em cinema (por James Caan), melhor ator em filme dramático (por Marlon Brando e Al Pacino), melhor trilha sonora original, melhor direção e melhor roteiro; dessas indicações, o filme levou os prêmios de melhor roteiro, melhor direção, melhor ator pela atuação de Brando, melhor trilha sonora original e melhor filme de drama.
A trilha sonora de Nino Rota também foi indicada ao Grammy de Melhor Trilha Sonora Original para Filme ou Especial de TV durante a décima quinta cerimônia; Rota foi anunciado o vencedor da categoria em 3 de março na cerimônia do Grammy realizada em Nashville, Tennessee.
Na quadragésima quinta cerimônia do Óscar em 1973, The Godfather recebeu onze indicações. As indicações foram para: Melhor Filme, Melhor Figurino, Melhor Ator (por Brando), Melhor Roteiro Adaptado, Melhor Ator Coadjuvante (por Pacino, Caan e Robert Duvall), Melhor Edição, Melhor trilha sonora, Melhor Diretor e Melhor Som. Após uma análise mais aprofundada da trilha "Love Theme from The Godfather", a Academia descobriu que Rota havia usado uma trilha sonora semelhante na comédia de 1958 de Eduardo De Filippo Fortunella; isso levou a uma nova votação, onde os membros do ramo da música escolheram entre seis filmes: The Godfather e mais cinco filmes que estavam na lista para Melhor trilha sonora original, mas que não foram indicados. A pontuação de John Addison para o filme Sleuth venceu esta nova votação e, portanto, substituiu a trilha de Rota na lista oficial dos indicados. Durante a cerimônia, The Godfather era visto como o favorito para levar o maior número de prêmios para casa; no entanto, das dez indicações finais que The Godfather recebeu, o filme ganhou apenas três: Melhor Ator para Marlon Brando, Melhor Roteiro Adaptado e Melhor Filme.
Brando, que também não havia comparecido à cerimônia do Globo de Ouro dois meses antes, boicotou a cerimônia do Oscar e se recusou a aceitar a estatueta, tornando-se o segundo ator a recusar o prêmio de Melhor Ator depois de George C. Scott em 1970. Marlon Brando enviou a ativista dos direitos dos índios americanos Sacheen Littlefeather em seu lugar, para anunciar no pódio da premiação as razões de Brando para recusar o prêmio, que foram baseadas em sua objeção à representação de índios americanos por Hollywood e pela televisão. Pacino também boicotou a cerimônia; ele se sentiu insultado por ter sido indicado ao Oscar de Melhor ator coadjuvante quando tinha mais tempo na tela do que seu co-estrela e vencedor do prêmio de Melhor ator, Marlon Brando, e portanto deveria ter recebido a indicação de Melhor ator, no entendimento dele.
O filme teve cinco indicações ao prêmio BAFTA de 1973. Os indicados foram: Al Pacino para melhor revelação, Nino Rota para melhor trilha sonora, Robert Duvall para melhor ator coadjuvante, Marlon Brando para melhor ator e Anna Hill Johnstone para melhor figurino; destes, o único prêmio que o filme venceu foi a de melhor trilha sonora.

#### Lista de prêmios
| Cerimônia                         | Categoria                            | Recipiente(s)                                       | Resultado |
| --------------------------------- | ------------------------------------ | --------------------------------------------------- | --------- |
| Oscar 1973                        | Melhor filme                         | Albert S. Ruddy                                     | Venceu    |
| Oscar 1973                        | Melhor diretor                       | Francis Ford Coppola                                | Indicado  |
| Oscar 1973                        | Melhor ator                          | Marlon Brando (prêmio recusado)                     | Venceu    |
| Oscar 1973                        | Melhor ator coadjuvante              | James Caan                                          | Indicado  |
| Oscar 1973                        | Melhor ator coadjuvante              | Robert Duvall                                       | Indicado  |
| Oscar 1973                        | Melhor ator coadjuvante              | Al Pacino                                           | Indicado  |
| Oscar 1973                        | Melhor roteiro adaptado              | Mario Puzo e Francis Ford Coppola                   | Venceu    |
| Oscar 1973                        | Melhor figurino                      | Anna Hill Johnstone                                 | Indicado  |
| Oscar 1973                        | Melhor edição                        | William Reynolds e Peter Zinner                     | Indicado  |
| Oscar 1973                        | Melhor som                           | Bud Grenzbach, Richard Portman e Christopher Newman | Indicado  |
| Oscar 1973                        | Melhor trilha sonora                 | Nino Rota                                           | Revogado  |
| BAFTA Awards 1973                 | Melhor ator                          | Marlon Brando                                       | Indicado  |
| BAFTA Awards 1973                 | Melhor ator coadjuvante              | Robert Duvall                                       | Indicado  |
| BAFTA Awards 1973                 | Melhor revelação                     | Al Pacino                                           | Indicado  |
| BAFTA Awards 1973                 | Melhor trilha sonora                 | Nino Rota                                           | Venceu    |
| BAFTA Awards 1973                 | Melhor figurino                      | Anna Hill Johnstone                                 | Indicado  |
| Directors Guild of America Awards | Direção excepcional de um filme      | Francis Ford Coppola                                | Venceu    |
| Globo de Ouro 1973                | Melhor filme de drama                | Melhor filme de drama                               | Venceu    |
| Globo de Ouro 1973                | Melhor direção                       | Francis Ford Coppola                                | Venceu    |
| Globo de Ouro 1973                | Melhor ator em filme dramático       | Marlon Brando                                       | Venceu    |
| Globo de Ouro 1973                | Melhor ator em filme dramático       | Al Pacino                                           | Indicado  |
| Globo de Ouro 1973                | Melhor ator coadjuvante em cinema    | James Caan                                          | Indicado  |
| Globo de Ouro 1973                | Melhor roteiro                       | Mario Puzo e Francis Ford Coppola                   | Venceu    |
| Globo de Ouro 1973                | Melhor trilha sonora original        | Nino Rota                                           | Venceu    |
| Grammy Awards                     | Melhor Trilha Sonora em Mídia Visual | Nino Rota                                           | Venceu    |
| Writers Guild of America Award    | Melhor Drama Adaptado de Outra Mídia | Mario Puzo e Francis Ford Coppola                   | Venceu    |

#### Menções em listas doAmerican Film Institute
- 1998: Melhores filmes estadunidenses - #3[220]
- 2001: Filmes estadunidenses mais emocionantes - #11[221]
- 2005: Melhores frases e citações do cinema:
  - "I'm going to make him an offer he can't refuse" ("Vou fazer uma oferta que ele não pode recusar"), dito por Vito Corleone – #2[222]
- 2006: Melhores trilhas sonoras do cinema- #5[223]
- 2007: Melhores filmes estadunidenses (atualização) - #2[224]
- 2008: Melhores filmes estadunidense por gênero - #1 - Categoria gangster[225]

#### Outros reconhecimentos
- 1990: filme selecionado para preservação no National Film Registry dos Estados Unidos como sendo considerado "culturalmente, historicamente ou esteticamente significativo".[226]
- 1992: The Godfather ficou em sexto lugar numa pesquisa feita por diretores de cinema pela revista Sight & Sound que elegeu os melhores filmes de todos os tempos.[227] Em 2022, o longa-metragem ficou em 12° lugar.[228]
- 1998: A revista Time Out realizou uma votação e The Godfather foi eleito o melhor filme de todos os tempos.[229]
- 1999: O jornal The Village Voice classificou o filme em 12º lugar em sua lista dos "250 Melhores Filmes do Século", com base em uma pesquisa com críticos de cinema.[230]
- 1999: A Entertainment Weekly considerou-o o maior filme já feito.[231][232][233]
- 2002: O filme foi classificado como o segundo melhor filme de todos os tempos pelo canal de TV britânico Film4, depois de Star Wars: Episódio V – O Império Contra-Ataca.[234]
- 2005: Foi eleito um dos 100 maiores filmes dos últimos 80 anos pela revista Time (os filmes selecionados não foram classificados).[235][236]
- 2006: O Writers Guild of America West nomeou o roteiro de The Godfather como o segundo melhor da história do cinema americano, atrás apenas de Casablanca.[237]
- 2008: Foi eleito o melhor filme de todos os tempos pela revista Empire.[238]
- 2008: Foi eleito o quinquagésimo maior filme de todos os tempos pela revista francesa Cahiers du Cinéma.[239]
- 2012: O Motion Picture Editors Guild listou The Godfather como o sexto filme mais bem editado de todos os tempos com base em uma pesquisa com seus membros.[240]
- 2014: The Godfather foi eleito o melhor filme já feito em uma pesquisa da revista The Hollywood Reporter com 2.120 membros da indústria cinematográfica, incluindo todos os estúdios, agências, empresas de publicidade e produtoras de Hollywood daquele ano.[241]
- 2015: O filme ficou em segundo lugar na lista dos "100 Maiores Filmes Americanos" da BBC de Londres, votada por críticos de cinema de todo o mundo.[242]

## Influência cultural e legado
Embora muitos filmes sobre gângsteres tenham precedido The Godfather, Coppola imergiu seu filme na cultura imigrante italiana e sua representação de mafiosos como pessoas de considerável profundidade e complexidade psicológica tornou-se sem precedentes. Coppola foi além ao lançar a sequência The Godfather Part II e o sucesso desses dois filmes, crítica, artística e financeiramente, foi um catalisador para a produção de inúmeras outras representações de ítalo-americanos como mafiosos, incluindo filmes como Goodfellas de Martin Scorsese Goodfellas e séries de TV como The Sopranos, de David Chase.
Um estudo abrangente da cultura ítalo-americana no cinema de 1914 a 2014 foi conduzido pelo Italic Institute of America, mostrando a influência de The Godfather. Antes de The Godfather, foram produzidos apenas 98 longas apresentando ítalo-americanos como mafiosos; após 1972 (ano de lançamento do filme) esse número saltou para 430 filmes até 2014, atingindo uma média de 10 lançamentos por ano.
The Godfather e seus personagens foram totalmente integrados os costumes estadunidenses. Juntamente com uma sucessão de imitadores do tema da máfia, resultou em um conceito estereotipado da cultura ítalo-americana com viés para as redes criminosas. O primeiro filme teve o maior efeito. Ao contrário de qualquer filme anterior, seu retrato dos muitos italianos pobres que imigraram para os Estados Unidos nas primeiras décadas do século 20 talvez seja atribuído a Coppola e expressa sua compreensão de sua experiência. The Godfather e suas duas sequências exploram a integração de criminosos ítalo-americanos fictícios na sociedade americana. Embora ambientado no período de imigração italiana em massa para a América, o filme explora a família específica dos Corleones, que vivem fora da lei. Embora alguns críticos tenham considerado a história de Corleone retratando alguns elementos universais da imigração, outros críticos sugeriram que isso resultou em espectadores associando excessivamente o crime organizado à cultura ítalo-americana. Produzido em um período de intenso cinismo nacional e autocrítica, o filme tocou na questão da dupla identidade sentida por muitos descendentes de imigrantes. The Godfather foi citado como uma influência em um aumento nas representações negativas de imigrantes italianos em Hollywood e foi uma ferramenta de recrutamento para o crime organizado.
O conceito de "Padrinho" da máfia foi uma criação de Mario Puzo e o filme resultou na adição desse termo à linguagem comum. A frase de Don Vito Corleone, "Vou fazer a ele uma oferta que ele não pode recusar", foi eleita a segunda frase mais memorável da história do cinema pelo American Film Institute, em 2005. Entretanto, o conceito dessa fala não era pioneiro do filme: no romance Le Père Goriot (1835) do escritor francês Honoré de Balzac, o personagem Vautrin diz a Eugène: "Nesse caso, farei uma oferta que ninguém recusará"; no filme Riders of Destiny (1933), uma fala semelhante também é proferida por Forrest Taylor: "Fiz a Denton uma oferta que ele não pode recusar".
Gangsters supostamente responderam com entusiasmo ao filme. Salvatore Gravano, ex-sottocapo da família criminosa Gambino, declarou: "saí do filme atordoado... Quero dizer, flutuei para fora do cinema. Talvez fosse ficção, mas para mim, então, essa era a nossa vida. Era incrível. Lembro de conversar com uma multidão de caras, caras feitos, que se sentiam exatamente da mesma forma". Segundo Anthony Fiato, mafioso e assassino de aluguel de Los Angeles, depois de verem o filme, os membros Paulie Intiso e Nicky Giso da família Patriarca (da Nova Inglaterra) alteraram seus padrões de fala para imitar o de Vito Corleone; Intiso era conhecido por xingar com frequência e usar gramática ruim, mas depois de assistir o filme, ele começou a melhorar seu discurso e filosofar mais.

## Representação em outras mídias
O filme foi referenciado e parodiado em vários tipos de mídia:
- John Belushi apareceu em um esboço do Saturday Night Live como Vito Corleone em uma sessão de terapia num psicólogo; para o doutor, ele disse sobre a Família Tattaglia: "Além disso, eles atiraram em meu filho Santino cinquenta e seis vezes".[254]
- Na série de televisão The Sopranos, o bar de topless de Silvio Dante se chama Bada Bing!, uma frase popularizada pelo personagem Sonny Corleone de The Godfather.[20]
- A série animada de televisão Os Simpsons já fez muitas referências ao filme. Por exemplo, no episódio da terceira temporada "Lisa's Pony", Lisa acorda e encontra um cavalo em sua cama, começando a gritar, numa referência a cena em que Jack Woltz vê a cabeça decapitada de seu cavalo em seu quarto após acordar; no episódio "Mr. Plow" da quarta temporada, Bart Simpson é atingido por bolas de neve imitando o assassinato de Sonny Corleone.[255][256][257]
- A sequência do filme que mostra o batizado do filho de Carlo e Connie foi parodiada no episódio "Fulgencio" da quarta temporada da série de comédia Modern Family.[258]
- O videojogo de 2006 The Godfather: The Game é baseado no filme e conta a história de um personagem original, Aldo Trapani, cuja ascensão na hierarquia da família Corleone se cruza com o enredo do filme em várias ocasiões.[259][260] Robert Duvall, James Caan e Marlon Brando forneceram narrações e suas semelhanças,[261] mas Pacino não.[261] O diretor Francis Ford Coppola expressou abertamente sua desaprovação ao jogo.[262]
- Em 28 de abril de 2022, uma série dramática de dez episódios, The Offer, estreou no Paramount+, e mostra a produção do filme contada pela perspectiva do produtor Albert S. Ruddy.[263]